# Arcyz
Arcyz (ukr. Арциз) – miasto na Ukrainie, w obwodzie odeskim, w rejonie bołgradzkim, siedziba hromady. W 2022 roku liczyło ok. 14,3 tys. mieszkańców. Ośrodek przemysłu spożywczego.
Znajduje tu się stacja kolejowa Arcyz, węzeł linii z Odessy do Basarabeaski i Izmaiłu.